# Amara latior
Amara latior là một loài bọ cánh cứng ăn hạt giống thuộc họ Bọ chân chạy.